# Francesco De Fabiani
Francesco De Fabiani (Aosta, 21 aprile 1993) è un fondista italiano.

## Biografia
De Fabiani, originario di Gressoney-Saint-Jean, ha debuttato in campo internazionale in occasione dei Mondiali juniores di Otepää 2011 e ha preso parte per la prima volta a una gara del circuito della Coppa del Mondo il 20 dicembre 2013, quando ha disputato il prologo di Oberhof del Tour de Ski classificandosi 97º. Ha esordito ai Giochi olimpici invernali a Soči 2014, dove si è classificato 30º nella 15 km, 25º nella 50 km e 21º nello skiathlon, e ai Campionati mondiali a Falun 2015, dove è stato 40º nello skiathlon, 32º nella 50 km e 6º nella staffetta. Ha ottenuto la prima vittoria in Coppa del Mondo, nonché primo podio, l'8 marzo 2015 a Lahti nella 15 km a tecnica classica.
Ai Mondiali di Lahti 2017 si è classificato 40º nella 15 km e 8º nella staffetta; ai XXIII Giochi olimpici invernali di Pyeongchang 2018 si è classificato 22º nella 50 km, 20º nello skiathlon e 7º nella staffetta. Nella stagione successiva ai Mondiali di Seefeld in Tirol ha vinto la medaglia di bronzo nella sprint a squadre ed è stato 20º nella 15 km, 14º nella 50 km, 8º nella sprint e 10º nella staffetta, mentre a quelli di Oberstdorf 2021 si è classificato 30º nella sprint e 5º nella sprint a squadre. Ai XXIV Giochi olimpici invernali di Pechino 2022 si è piazzato 18º nella 15 km, 8º nello skiathlon, 35º nella sprint, 6º nella sprint a squadre e 8º nella staffetta; ai Mondiali di Planica 2023 ha vinto la medaglia d'argento nella sprint a squadre ed è stato 11º nella 50 km, 18º nella sprint e 9º nella staffetta e a quelli di Trondheim 2025 si è classificato 23º nella 10 km.

## Palmarès

### Mondiali
- 2 medaglie:
  - 1 argento (sprint a squadre a Planica 2023)
  - 1 bronzo (sprint a squadre a Seefeld in Tirol 2019)

### Coppa del Mondo
- Miglior piazzamento in classifica generale: 7º nel 2019
- 9 podi (3 individuali, 6 a squadre):
  - 3 vittorie (1 individuale, 2 a squadre)
  - 4 secondi posti (2 individuali, 2 a squadre)
  - 2 terzi posti (a squadre)

#### Coppa del Mondo - vittorie
| Data            | Località   | Nazione   | Spec.                                                              |
| --------------- | ---------- | --------- | ------------------------------------------------------------------ |
| 8 marzo 2015    | Lahti      | Finlandia | 15 km TC                                                           |
| 7 febbraio 2021 | Ulricehamn | Svezia    | TS TL (con Federico Pellegrino)                                    |
| 5 febbraio 2023 | Dobbiaco   | Italia    | 4x7,5 km (con Dietmar Nöckler, Simone Daprà e Federico Pellegrino) |

Legenda:

TC = tecnica classica

TL = tecnica libera

TS = sprint a squadre

#### Coppa del Mondo - competizioni intermedie
- 7 podi di tappa:
  - 3 secondi posti
  - 4 terzi posti